# Phek
Phek è una suddivisione dell'India, classificata come town committee, di 12.863 abitanti, capoluogo del distretto di Phek, nello stato federato del Nagaland. In base al numero di abitanti la città rientra nella classe IV (da 10.000 a 19.999 persone).

## Geografia fisica
La città è situata a 25° 40' 0 N e 94° 30' 0 E e ha un'altitudine di 1.780 m s.l.m..

## Società

### Evoluzione demografica
Al censimento del 2001 la popolazione di Phek assommava a 12.863 persone, delle quali 7.309 maschi e 5.554 femmine. I bambini di età inferiore o uguale ai sei anni assommavano a 2.330, dei quali 1.214 maschi e 1.116 femmine. Infine, coloro che erano in grado di saper almeno leggere e scrivere erano 9.460, dei quali 5.761 maschi e 3.699 femmine.